# 小宮璃央
小宮 璃央（こみや りお、2002年〈平成14年〉11月19日 - ）は、日本のファッションモデル、俳優、タレントで、ダンス&ボーカルグループ「Zero PLANET」の元メンバー。福岡県出身。ジャパン・ミュージックエンターテインメント（オフィス24）所属（業務提携はパルムプロモーション）。

## 略歴
幼いころからミュージカルなどで数多くの舞台を踏み、CMや雑誌などを中心に地元福岡でモデル活動などをしていた。
2018年8月4日に高一ミスターコン2018グランプリ受賞をきっかけに全国に活動の幅を広げる。後に行われた本戦である男子高生ミスターコン2018でも準グランプリ・SNOW賞を受賞して上京する。アプリ「SNOW」のPR大使であるSNOWBOYとして活動した。
2019年3月25日、ダンス＆ボーカルグループ「Zero PLANET」結成。メンバーとして活動を開始した。
2020年、スーパー戦隊シリーズ『魔進戦隊キラメイジャー』で、主役の熱田充瑠 / キラメイレッド役でテレビドラマ初出演。スーパー戦隊シリーズ歴代最年少での主演かつ21世紀生まれ初のレッドとなる。東映プロデューサーの塚田英明やメインライターの荒川稔久らは、熱田充瑠のキャラクター像には小宮自身の人物像を反映していると述べている。
2021年9月18日、「Zero PLANET」を卒業。個人への活動へシフトチェンジし、俳優活動に専念している。

## 人物
- 趣味は映画鑑賞[2]、ゲーム[1]。特技はジャズダンス[2]、料理[1]。
- 母親の実家がある埼玉県にて二男として誕生。母子家庭で育ち、兄弟は6人居る[11]。幼い弟が大好きで、時間が出来ればいつも弟に電話をかけている。
- 『キラメイジャー』の共演者からはよく犬のポメラニアンに例えられており、イエロー役の木原瑠生とは特に仲がいい。同作品のメイン監督の山口恭平は「（小宮は）撮影当初は経験値の少なさから苦戦することもあったが、その分成長を感じている」と述べている[12]。また、芝居を一つ一つ丁寧に演じている印象であることも語っている[12]。
- 登下校中にカラスに襲われたことがあり、カラスが大嫌いになったことから、『キラメイジャー』での敵キャラクターのデザイン案を出したことがあり、採用はされなかったものの、敵女幹部のヨドンナの衣装デザインに繋がっている[13][4]。

## 受賞歴
- 高一ミスターコン2018 グランプリ受賞
- 男子高生ミスターコン2018 準グランプリ・SNOW賞受賞

## 出演

### テレビドラマ
- 魔進戦隊キラメイジャー（2020年3月8日 - 2021年2月28日、テレビ朝日） - 主演・熱田充瑠 / キラメイレッド 役[5][7]
- プロミス・シンデレラ 第4話（2021年8月3日、TBS） - 倉持雄吾 役[14][15]
- 顔だけ先生（2021年10月9日 - 12月18日、東海テレビ・フジテレビ） - 松永蓮 役[16]
- JKからやり直すシルバープラン（2021年11月10日 - 12月29日、テレビ東京） - 尾上慎二 役（鈴木ゆうかとW主演）[17]
- ラーメン大好き小泉さん 二代目! 2022年新春SP（2022年1月8日、フジテレビ） - 隼人 役[18]
- ペットドクター花咲万太郎の事件カルテ（2022年3月26日、BS-TBS） - 兵藤浩介 役[19]
  - ペットドクター花咲万太郎の事件カルテ2〜お隣さんは殺人犯!?〜（2023年12月29日、BS-TBS）[20]
- ファーストステップ〜世界をつなぐ愛のしるし〜（BSよしもと） - 葉山俊斗 役
  - ファーストステップ〜世界をつなぐ愛のしるし〜（2022年3月27日）[21]
  - ファーストステップ2～世界をつなぐ勇気の言葉～（2023年3月25日）[22]
- 理想ノカレシ 第2話 - 最終話（2022年6月8日 - 7月20日、TBS） - 小松原冬馬 役[23]
- 高良くんと天城くん（2022年8月19日 - 10月14日、MBS） - 田中隼人 役[24]
- イケメン共よ メシを喰え 第11話（2022年9月18日、テレビ大阪・BSテレ東） - 長谷川優馬 役[25]
- 永遠の昨日（2022年10月21日 - 12月9日、MBS） - 山田浩一 役（井上想良とW主演）[26]
  - 永遠の昨日 完全版（2023年4月14日 - 6月9日、MBS）[27]
- 相棒 season21 第3話（2022年10月26日、テレビ朝日） - 塩見優馬 役[28]
- アカイリンゴ（2023年1月23日 - 3月27日、朝日放送テレビ 他） - 主演・犬田光 役 [29]
- 君と世界が終わる日に 入門編 完全新作SP（2023年3月19日、日本テレビ） - 一ノ瀬稜 役[30][31]
- 勝利の法廷式 第6話（2023年5月18日、読売テレビ・日本テレビ） - 栗原慧太 役[32]
- 春は短し恋せよ男子。 第5話・第6話（2023年5月23日・30日、日本テレビ） - 杉山 役[33]
- 土曜はナニする!? イケドラ（2023年9月2日 - 30日、関西テレビ・フジテレビ） - 主演[34]
- 18歳、新妻、不倫します。（2023年10月15日 - 12月18日、朝日放送テレビ・テレビ朝日） - 三条周 役[35]
- 初恋ハラスメント～私の恋がこんなに地獄なワケがない～（2024年3月30日、中京テレビ） - 清村春太 役[36]
- 素晴らしき哉、先生!（2024年8月18日 - 10月6日、朝日放送テレビ・テレビ朝日） - 大木戸光源 役[37][38][39]
- 全領域異常解決室（2024年10月9日 - 12月18日、フジテレビ） - 北野天馬 役[40]
- 霧尾ファンクラブ（2025年4月3日 - 6月5日、中京テレビ・日本テレビ） - 桃瀬隼斗 役[41]
- 波うららかに、めおと日和（2025年4月24日 - 6月26日、フジテレビ） - 瀬田準太郎 役[42]

### 配信ドラマ
- シンデレラ・コンプレックス（2021年7月13日 - 9月14日、Paravi） - 倉持雄吾 役[43]
- ヨドンナ（2021年8月8日、東映特撮ファンクラブ） - 熱田充瑠 役[44]
- ヨドンナ2（2021年9月12日、東映特撮ファンクラブ） - 熱田充瑠 役
- イケMEN！〜3分だけのキュン彼氏〜（2021年11月11日 - 2022年1月13日、Spotify、オーディオドラマ） - コンビニ店員・悠真 役[45]
- アカイリンゴ（tver、GYAO!）
  - デスゲーム編〜犬田光の空白の一か月〜《スピンオフ》（2023年3月6日、tver、GYAO!） - 犬田光 役（主演）
  - 〜歩くアロマ教師 壇田律〜 心のホームルーム 前編・後編（2023年3月12日・19日）
- 合コンの悪魔 〜サレ妻たちの華麗なる復讐〜（2025年3月24日、UniReel） - 博登 役[46]
- プロ彼女の条件 芸能人と結婚したい女たち シーズン3（2025年8月6日配信予定、BUMP） - 今野涼介 役[47]

### 舞台
- GRAVITY（2022年1月11日 - 16日、中目黒キンケロ・シアター） - 流星 役
- ミュージカル「Shuffle!〜まぜこぜ図書館『若草三銃士物語』〜」（2022年11月11日 - 20日、天王洲 銀河劇場） - ダルタニアン 役（主演）[48]
- 朗讀劇「極楽牢屋敷 木下半太版四谷怪談」（2023年8月15日・20日、東京・サンシャイン劇場）[49]
- 日本テレビ開局70年記念舞台『西遊記』（2023年11月3日 - 5日、オリックス劇場 / 11月10日 - 23日、博多座 / 12月27日 - 2024年1月2日、御園座 / 1月6日 - 28日、明治座）- 虎力大仙 役[50]
- 演劇【推しの子】2.5次元舞台編（2024年12月13日 - 22日、シアターH / 12月26日 - 29日、梅田芸術劇場 シアター・ドラマシティ） - 主演・アクア 役[51]

### 映画
- スーパー戦隊シリーズ（東映）
  - 魔進戦隊キラメイジャー エピソードZERO（2020年2月8日） - 主演・熱田充瑠 役[52]
  - 魔進戦隊キラメイジャー THE MOVIE ビー・バップ・ドリーム（2021年2月20日） - 主演・熱田充瑠 / キラメイレッド 役 [53]
- もしもあたしたちがサイサイじゃなかったら。＆HERO DOCUMENTARY FILM（2020年9月25日、プラチナムピクセル）
- グランギニョール（2022年10月28日、ダブルフィールド） - 穂村イツキ 役（主演）[54]
- 恋を知らない僕たちは（2024年8月23日、松竹） - 上条タカヒロ 役[55]

### オリジナルビデオ
- 魔進戦隊キラメイジャーVSリュウソウジャー（2021年8月4日、東映ビデオ） - 主演・熱田充瑠 / キラメイレッド 役[56]
- 機界戦隊ゼンカイジャーVSキラメイジャーVSセンパイジャー（2022年9月28日、東映ビデオ） - 熱田充瑠 / キラメイレッド 役[57]

### バラエティ番組
- ももち浜ストア（2018年11月7日、テレビ西日本）[2]
- ラヴィット!（2021年3月29日 - 5月24日、TBS） - 4月・5月月曜レギュラー[58]
- 芸能人が本気で考えた!ドッキリGP（2022年1月22日・6月25日・2023年1月7日、フジテレビ）
- あざとくて何が悪いの?（2022年3月12日、テレビ朝日） - 翔平 役
- 最強スポーツ男子頂上決戦2022（2022年3月22日、TBS） - 出場選手[59]
- 呼び出し先生タナカ（2022年4月24日・8月14日・9月18日・10月2日・23日・11月6日・2023年1月29日・2月5日・4月17日・5月1日・15日・7月24・31日、フジテレビ）[60]

### ウェブ
- LINEトリビア（2019年2月10日、LINE LIVE）
- 〜音楽ヒーロー・ヒロイン〜奏デンジャー（ヤマハJOC チャンネル 他[注 1]） - MC（木原瑠生とダブルMC）
  - 第1弾（2022年1月21日 - 3月11日）
  - 第2弾（2023年2月10日 - 3月31日）
- あざとくて何が悪いの?（2022年6月5日・12日・26日・7月3日、ABEMA）[注 2]
- 成長戦隊ノビルンジャー（2023年2月9日、For-Sチャンネル） - ラクトフェリン 役（水石亜飛夢と綱啓永と小宮の3人が主演）[61]

### イベント
- FASHION LEADERS -2018AUTUM&WINTER-（2018年12月9日）
- PLATINUM TEENS FESTIVAL -2019WINTER-（2019年1月14日）

### PV
- Kamin「ありよりのあり」（2019年1月18日）
- 阿部真央「どうしますか、あなたなら」（2019年8月21日）

### CM
- バンダイ「変身シリーズ」（2020年）
- ヤマサキ「ラサーナ」（2025年）[62]

### 玩具
- 魔進戦隊キラメイジャー 最煌弓 DXキラフルゴーアロー（2020年10月3日）
- 魔進戦隊キラメイジャー キラメイチェンジャー -MEMORIAL EDITION-（2022年11月）

## 書籍

### 写真集
- 小宮璃央ファースト写真集 未来（2021年3月26日、主婦と生活社）ISBN 978-4-39115-547-1

## ディスコグラフィ

### キャラクターソング
| 発売日         | 商品名                                                  | 歌                   | 楽曲                                | 備考                                                     |
| -------------- | ------------------------------------------------------- | -------------------- | ----------------------------------- | -------------------------------------------------------- |
| 2020年12月23日 | 魔進戦隊キラメイジャー キャラクターソングアルバム       | 熱田充瑠（小宮璃央） | 「ひらめキーング! かがやキーング!」 | テレビドラマ『魔進戦隊キラメイジャー』エンディングテーマ |
| 2021年2月10日  | 魔進戦隊キラメイジャー 全曲集 めっちゃ輝煌（きこう）ぜ! | 熱田充瑠（小宮璃央） | 「ひらめキーング! かがやキーング!」 | テレビドラマ『魔進戦隊キラメイジャー』エンディングテーマ |